# Innokenti Annenski
Innokenti Fiodorovici Annenski (în rusă: Инокентий Фёдорович Анненский) (n. 1 septembrie 1855 - d. 13 decembrie 1909) a fost un poet, critic literar și traducător rus, reprezentant al primului val de simbolism rus.

## Opera
- 1904: Cântece cu glas scăzut ("Tihie pesni" Тихие песни)
- 1906 - 1909: Carte de reflecții ("Kniga otrajenii")
- 1910: Lădița de chiparos ("Kiparisovîi lareț" Кипарисовый ларец)
- 1913: Tamira, cântărețul din citeră ("Famira, kitared")
- 1923: Versuri postume ("Postumertnîe stihi")